# Отрадный (Ставропольский край)
Отра́дный — посёлок в Туркменском районе (муниципальном округе) Ставропольского края России.
До 16 марта 2020 года входил в состав сельского поселения Овощинский сельсовет.

## География
Расстояние до краевого центра: 116 км.
Расстояние до районного центра: 10 км.

## Население
| 1989 | 2002 | 2010 | 2014 |
| ---- | ---- | ---- | ---- |
| 220  | ↘207 | ↘180 | ↗200 |

По данным переписи 2002 года, 99 % населения — русские.

## Кладбище
В районе улицы Лесной расположено общественное открытое кладбище площадью 1989 м².